# Chrastowo
Chrastowo (bułg. Храстово) – wieś w Bułgarii, w obwodzie Kyrdżali, w gminie Krumowgrad. W 2024 roku liczyła 59 mieszkańców.